# 大学の山賊たち
大学の山賊たち (だいがくのさんぞくたち) は、東宝が1960年に製作した日本映画。カラー。東宝スコープ、94分。監督は「暗黒街の対決」の岡本喜八、脚本は岡本喜八と「電送人間」の関沢新一の合同脚本。撮影は 『落語天国紳士録』の飯村正。
冬の山を舞台にした青春活劇。
ギネ役のミッキー・カーチスは、撮影当時スキーの経験がなかったが、山の上からスキーで降りてくるよう指示されたことを述懐している。また、カーチスによれば、スキーの名人として知られていた俳優デビュー前の加山雄三がスキーのコーチとして参加していた。

## ストーリー
大学山岳部＜山賊グループ＞は北アルプスの「天狗の壁」を目指して進んでいた。
彼らは「天狗の壁」に3年間挑んだがいずれも失敗。4回目の挑戦も大自然に阻まれた。カンの良い「胃袋」が吹雪の襲来を告げたからだ。
下山途中で彼らはのんきな5人組の女性と出会った。彼女たちは東京の丸久デパートの社員だった。山賊グループは彼女たちを強引に引っ張って下山した。
その途中で軽装で登って遭難した丸久デパートの社長を救い出した一行は丹羽荘という山小屋に避難する。
社長はこの山小屋を買収しようとしていたが、30年前に亡くなったという山小屋の主人は丸久デパートの社長とうり二つで、未亡人は主人の幽霊と間違えて大騒ぎ。
そんな中、ケンとサブという二人組の強盗が南国の皇太子になりすまし、六助を騙して山小屋に侵入した。警官隊に追われたふたりが撃った銃声は雪崩を引き起こし、山小屋への唯一のルートを遮断してしまった。
新しいルートが開通するには約20日かかる。やがて食料が底をつき、「お頭」と「税務署」は、頂上のカモシカ小屋にある非常食を取りに登る。最後に救援隊が到着し、一行は山を下りる。

## スタッフ
- 監督: 岡本喜八
- 脚本: 岡本喜八、 関沢新一
- 製作: 山本紫朗
- 撮影: 飯村正
- 美術: 阿久根巖
- 音楽: 佐藤勝
- 録音: 渡会伸
- 照明: 高島利雄

## キャスト
- お頭: 山﨑努
- 宇宙: 久保明
- 胃袋: 佐藤允
- 税務署: 江原達怡
- ギネ: ミッキー・カーチス
- 姐御: 白川由美
- カレー: 横山通乃
- オシメ: 上原美佐
- オサル: 柳川慶子
- オトラ: 笹るみ子
- 丹羽一作氏、丸久デパート社長（2役）: 上原謙
- 丹羽未亡人: 越路吹雪
- 忠僕六助: 堺左千夫
- 丸久デパート支配人: 平田昭彦
- 丸久デパート宣伝部長: 堤康久
- ギャング・ケン: 中丸忠雄
- ギャング・サブ: 若松明
- 丸山老巡査: 沢村いき雄
- 岩野部長刑事: 土屋嘉男
- 地方署長: 小杉義男
- 中山豊駅員: 中山豊
- 雑貨屋オカミサン: 菅井きん
- 先輩湯山登: 鶴田浩二
- 南国の皇太子: 藤村有弘

## 同時上映
- 『電送人間』、『暗黒街の対決』、 『落語天国紳士録』